# 가와바타 미술학교
가와바타 미술학교(일본어: 川端画学校)는 일본의 사립 미술 학교이다.
1909년에 도쿄도 분쿄구에 설립되었다. 창설자는 일본화가인 가와바타 교쿠쇼이며 가와바타의 성을 따서 가와바타 미술학교라는 이름이 붙여졌다. 태평양 전쟁 중에 폐교되었다.
길지 않은 활동 기간 동안 저명한 일본화가와 서양화가를 여럿 배출했다. 일본화가 요코야마 미사오와 서양화가 시마자키 형제가 대표적이다.
일제강점기에 다수의 조선인 미술인도 이 곳에 유학했다. 서양화가 박영선, 조목하 , 배동신, 박고석이 가와바타 미술학교 졸업생이며, 정현웅과 구본웅도 이 학교를 거쳐갔다. 김인승, 김경승 형제와 오지호는 도쿄 미술학교에 입학하기 전에 가와바타 미술학교에서 데생 등 기초를 배웠다.

## 같이 보기
- 메이지 미술회
- 다이헤이요 미술회
- 니혼 미술전문학교
- 도쿄 미술학교